# Антоненко, Иван Емельянович
Иван Емельянович Антоненко (1892 год, Полтавская губерния, Российская империя — 1959 год, село Бородулиха, Семипалатинская область, Казахская ССР) — старший конюх колхоза «Заветы Ильича» Бородулихинского района Семипалатинской области, Казахская ССР. Герой Социалистического Труда (1948).
Родился в 1892 году в крестьянской семье в Полтавской губернии. Вместе с семьёй переехал в село Бородулиха Семипалатинской области. С 1930 года до выхода на пенсию трудился конюхом, старшим конюхом, заведующим коневодческой фермой колхоза «Завета Ильича» Бородулихинского района.
За получение высокой продуктивности животноводства в 1947 году при получении колхозом обязательных поставок сельскохозяйственных продуктов и плана развития животноводства удостоен звания Героя Социалистического Труда указом Президиума Верховного Совета СССР от 23 июля 1948 года c вручением ордена Ленина и золотой медали «Серп и Молот».
Скончался в 1959 году.